# Le mie più belle canzoni
Le mie più belle canzoni è una raccolta della cantante italiana Viola Valentino, pubblicata nel 2006.

## Tracce
1. Comprami
2. Amore Stella
3. Vai col tango
4. Verso Sud
5. Traditi
6. 1917
7. Sola
8. Il posto della luna
9. La verità
10. Ripensando
11. Sera coi fiocchi
12. Duello (feat. Mauro Matta)
13. Virtuale (feat. Mauro Matta)
14. Mio marito se ne ito
15. La schiava
16. Dea